# Klaus Wachsmann
Klaus Philipp Wachsmann (* 8. März 1907 in Berlin; † 17. Juli 1984 in Tuckingmill, Wiltshire) war ein deutsch-britischer Musikethnologe.

## Leben
Nach dem Besuch des Arndt-Gymnasiums in Berlin, das er 1926 mit dem Abitur verließ, nahm Wachsmann das Studium der Rechtswissenschaften an der Universität Freiburg im Breisgau auf. Später wechselte er an die Universität Berlin. Dort brach er das juristische Studium ab, um sich der Musikwissenschaft zu widmen. In den folgenden Jahren hörte er bei Friedrich Blume, Arnold Schering, Erich von Hornbostel und Curt Sachs.
Nach der Machtergreifung der Nationalsozialisten 1933 wurde Wachsmann aufgrund seiner jüdischen Herkunft von der Universität verwiesen. Er zog in die Schweiz, wo er seine Studien an der Universität Fribourg abschloss und 1935 mit einer von K.G. Fellerer betreuten, mit dem Prädikat summa cum laude prämierten, Arbeit über vorgregorianische Gesänge zum Dr. phil. promovierte. Anschließend kehrte er nach Deutschland zurück, wo er jedoch keine Anstellung als Lehrer erhielt und außerdem seine „arischstämmige“ Verlobte nicht heiraten durfte.
1936 ging Wachsmann nach Großbritannien. Dort schrieb er sich zum Studium der Linguistik und der Bantu-Sprachen (vor allem Luganda und Kiswahili) an der School of Oriental and African Studies in London ein.
Die Emigration bewahrte Wachsmann nicht davor, ins Visier der nationalsozialistischen Polizeiorgane zu geraten. Diese stuften ihn als Staatsfeind ein. Im Frühjahr 1940 wurde er – da man ihn irrtümlich noch immer in Großbritannien vermutete – vom Reichssicherheitshauptamt auf die Sonderfahndungsliste G.B. gesetzt, ein Verzeichnis von Personen, die im Falle einer erfolgreichen deutschen Invasion Großbritanniens durch die Sonderkommandos der SS-Einsatzgruppen mit besonderer Priorität ausfindig gemacht und verhaftet werden sollten.
Im Juli 1937 siedelte Wachsmann mit seiner Frau Eva Buttenberg unterstützt durch die Church Missionary Society nach Uganda über, wo er bis 1957 blieb. Dort arbeitete er zunächst für die Protestantische Mission in Uganda, wobei er sich insbesondere der Erforschung der landeseigenen Musikkultur widmete. Von 1944 bis 1947 war er Assistent und geschäftsführender Erziehungsdirektor der Mission. Im Jahr 1948 wurde er als Kurator des Uganda Museums in Kampala eingestellt. Er beaufsichtigte den Bau des Museumsgebäudes und richtete dort eine umfangreiche Sammlung ostafrikanischer Musikinstrumente ein. 1949 erhielt Wachsmann Fördermittel der britischen Regierung, die es ihm ermöglichten, in den folgenden Jahren mehr als 1500 Aufzeichnungen von Darbietungen traditioneller ugandischer Musik (etwa durch Evaristo Muyinda, der sein Assistent wurde) aufzunehmen. Auf diese Weise entstand eine der umfangreichsten und bedeutendsten Sammlungen afrikanischer Musik.
1947 beteiligte sich Wachsmann an der Gründung des International Council for Traditional Music (International Folk Music Council), das sein erstes Treffen am 22. September 1947 am Belgian Institute in London abhielt.
Von 1958 bis 1963 war Wachsmann wissenschaftlicher Betreuer der ethnologischen Sammlung der Wellcome Foundation in London.
1963 zog Wachsmann nach Kalifornien, wo er in jenem Jahr an der University of California (UCLA) in Los Angeles am Institute of Ethnomusicology als Professor lehrte. Anschließend war er an der Northwestern University in Evanston tätig. Von 1976 bis 1977 war er Distinguished Visiting Professor an der College of the Humanities der University of Texas in Dallas. 1978 wechselte Wachsmann an die Universität Köln, wo er bis 1979 als Richard Merton Gastprofessor am Institut für Musikethnologie lehrte.
Des Weiteren amtierte er als Präsident der Society for Ethnomusicology und des International Folk Music Council.

## Familie
Wachsmann war seit 1936 mit Eva Buttmann verheiratet. Ihr gemeinsamer Sohn ist Philipp Wachsmann.

## Ehrungen
1958 erhielt Wachsmann die Bronzemedaille der Royal African Society für „hingebungsvollen Dienst im Interesse des afrikanischen Kontinents“ („Devoted Service to Africa“). 1984 erhielt Wachsmann das Große Bundesverdienstkreuz.

## Schriften
- Untersuchungen zum vorgregorianischen Gesang. Regensburg, 1935. (Dissertation)
- An Equal-Stepped Tuning in a Ganda Harp. In: Nature, 1950, 165, S. 40ff.
- Tribal Crafts of Uganda. London 1953 (zusammen mit Margaret Trowell).
- Folk Musicians in Uganda: A Report Based on the Music Research Scheme. 1956.
- A Study of Norms in the Tribal Music of Uganda. In: Ethnomusicology Newsletter Nr. 11, 1957.
- A Century of Change in the folk Music of an African Tribe. In: Journal of the International Folk Music Council, 1958, Jg. 10, S. 52–56.
- Human Migration and African Harps. In: Journal of the International Folk Music Council Bd. 16.
- The Primitive Musical Instruments. In: Anthony Baines (Hrsg.): Musical Instruments through the Ages, New York 1961, 25–53.
- Some Speculations Concerning a Drum Chime in Buganda. In: Man Nr. 1, Januar/Februar 1965, S. 1–8.
- Pen-equidistance and accurate Pitch. A Problem form the Source of the Nile. In: Ludwig Fischer, Christoph-Hellmut (Hrsg.): Festschrift für Walter Wiora zum 30. Dezember 1966, 1967.
- Essays on Music and History in Africa. 1971.
- Africa. In: Stanley Sadie (Hrsg.): The New Grove Dictionary of Music and Musicians, Bd. 1, 1981, S. 144–153. (zusammen mit Peter Cooke)

Als Herausgeber:
- Hornbostel Opera Omnia. Band 1. Springer, Berlin 1975 (zusammen mit Dieter Christensen und Hans-Peter Reinecke).